# Atelopus walkeri
Atelopus walkeri es una especie de anfibio de la familia Bufonidae.
Es endémica del parque nacional natural Sierra Nevada de Santa Marta, en el norte de Colombia. Habita en bosques entre los 1500 y los 2900 metros de altitud. Pone sus huevos en arroyos. Sus poblaciones están en descenso, pero su estado de conservación se considera como "Datos insuficientes", dado que no se es seguro que esta especie no sea la misma que Atelopus nahumae.